# 斯塔福德鎮區 (印地安納州迪卡爾布縣)
斯塔福德鎮區（英語：Stafford Township）是位於美國印地安納州迪卡爾布縣的一個行政鎮區。

## 地方資料
根據2010年美國人口普查的數據，斯塔福德鎮區的面積為38.30平方千米，當中陸地面積為38.30平方千米，而水域面積為0.00平方千米。當地共有人口283人，而人口密度為每平方千米7.39人。